# Xã Washington, Quận Grand Forks, Bắc Dakota
Xã Washington (tiếng Anh: Washington Township) là một xã thuộc quận Grand Forks, tiểu bang Bắc Dakota, Hoa Kỳ. Năm 2010, dân số của xã này là 116 người.